# Paraleiopus sumatranus
Paraleiopus sumatranus là một loài bọ cánh cứng trong họ Cerambycidae.